# Proscissio cana
Proscissio cana là một loài ruồi trong họ Tachinidae.